# 島津久徳 (加治木家)
島津 久徳（しまづ ひさのり、寛政10年4月14日（1798年5月29日） - 嘉永3年1月10日（1850年2月21日））は、江戸時代後期の薩摩藩士、加治木島津家第8代当主。
幼名は省之進。通称は又八郎、兵庫、内匠。

## 略歴
寛政10年（1798年）4月14日、今泉島津忠厚の子として生まれる。実父の忠厚については第8代藩主島津重豪の三男とされるが、「近秘野艸」（『鹿児島県史料』「伊地知季安著作史料集六」所収）では加治木第6代島津久徴の子とされている。
文化13年（1816年）、加治木島津久照の死去により、加治木家の家督を相続する。文政7年（1824年）領内に水田開発のため用水池を完成させる。嘉永3年（1850年）1月10日没。享年53。家督は嫡男の久長が相続した。

## 系譜
- 父：島津忠厚
- 母：中村之連（西条藩士）の娘
- 養父：島津久照
- 正室：川上久芳の娘
- 子息
  - 嫡男：島津久長